# 탕헤르테투안 지방

탕헤르테투안 지방

탕헤르테투안 지방(아랍어: طنجة تطوان, 프랑스어: Tangier-Tetouan)은 모로코를 구성하던 16개 지방 가운데 하나로 모로코 북서부에 위치했다. 행정 중심지는 탕헤르이며 면적은 11,570km2, 인구는 2,470,372명(2004년 기준)이다. 북쪽으로는 지중해와 세우타(스페인의 월경지), 서쪽으로는 대서양과 접했다. 3개 현(파스안즈라 현, 탕헤르아실라 현, 테투안 현)과 2개 주(셰프샤우엔 주, 라라시 주)를 관할했다. 2015년에 실시된 행정 구역 개편에 따라 폐지되었다.